# Tricimba flavoscutellata
Tricimba flavoscutellata är en tvåvingeart som beskrevs av Ismay 1993. Tricimba flavoscutellata ingår i släktet Tricimba och familjen fritflugor. Inga underarter finns listade i Catalogue of Life.